# ام‌آی‌تی‌تی
ام‌آی‌تی‌تی (روسی: Акционерное общество «Корпорация Московский институт теплотехники») شرکت صنایع جنگ‌افزاری روس است، که در سال ۱۹۴۶ تأسیس شد.